# ATXN3L
ATXN3L (англ. Ataxin 3 like) – білок, який кодується однойменним геном, розташованим у людей на короткому плечі X-хромосоми. Довжина поліпептидного ланцюга білка становить 355 амінокислот, а молекулярна маса — 40 747.
| 10         |  | 20         |  | 30         |  | 40         |  | 50         |
| ---------- |  | ---------- |  | ---------- |  | ---------- |  | ---------- |
| MDFIFHEKQE |  | GFLCAQHCLN |  | NLLQGEYFSP |  | VELASIAHQL |  | DEEERMRMAE |
| GGVTSEEYLA |  | FLQQPSENMD |  | DTGFFSIQVI |  | SNALKFWGLE |  | IIHFNNPEYQ |
| KLGIDPINER |  | SFICNYKQHW |  | FTIRKFGKHW |  | FNLNSLLAGP |  | ELISDTCLAN |
| FLARLQQQAY |  | SVFVVKGDLP |  | DCEADQLLQI |  | ISVEEMDTPK |  | LNGKKLVKQK |
| EHRVYKTVLE |  | KVSEESDESG |  | TSDQDEEDFQ |  | RALELSRQET |  | NREDEHLRST |
| IELSMQGSSG |  | NTSQDLPKTS |  | CVTPASEQPK |  | KIKEDYFEKH |  | QQEQKQQQQQ |
| SDLPGHSSYL |  | HERPTTSSRA |  | IESDLSDDIS |  | EGTVQAAVDT |  | ILEIMRKNLK |
| IKGEK      |  |            |  |            |  |            |  |            |

A: Аланін

C: Цистеїн

D: Аспарагінова кислота

E: Глутамінова кислота

F: Фенілаланін

G: Гліцин

H: Гістидин

I: Ізолейцин

K: Лізин

L: Лейцин

M: Метіонін

N: Аспарагін

P: Пролін

Q: Глутамін

R: Аргінін

S: Серин

T: Треонін

V: Валін

W: Триптофан

Кодований геном білок за функціями належить до гідролаз, протеаз, тіолових протеаз. 
Задіяний у таких біологічних процесах, як транскрипція, регуляція транскрипції, убіквітинування білків. 
Локалізований у ядрі.